# Madoz (Automobilhersteller)
Madoz war ein französischer Hersteller von Automobilen.

## Unternehmensgeschichte
Das Unternehmen aus Nanterre begann 1921 mit der Produktion von Automobilen. Der Markenname lautete Madoz. Im gleichen Jahr endete die Produktion bereits.

## Fahrzeuge
Das einzige Modell war ein Cyclecar. Es wurde auch Propulcycle (propulsé = angetrieben) genannt. Es hatte einen Motor mit 175 cm³ Hubraum. Je nach Quelle war es ein Zweitaktmotor oder ein Viertaktmotor.